# Jeanne d'Angleterre (1210-1238)
Pour les articles homonymes, voir Jeanne d'Angleterre.
Titres
Reine consort d'Écosse
21 juin 1221 – 4 mars 1238
Jeanne d'Angleterre (1210 † 1238), reine consort d'Écosse.
Elle est née en 1210 de Jean sans Terre, roi d'Angleterre et d'Isabelle d'Angoulême.
À la suite de la mort de son père en 1216, sa mère se remaria avec Hugues X de Lusignan. Jeanne passa alors une partie de son enfance en Gascogne. Alexandre II, roi d'Écosse obtint sa main en 1220. Elle l'épousa le 19 juin 1221. Bien que mariée seize ans à Alexandre II, elle n'eut aucun enfant. Elle accompagna son époux à York en septembre 1237 au cours de ses négociations avec le roi Henri III d'Angleterre concernant les frontières Nord de l'Angleterre. Elle ne rentra cependant pas en Écosse comme son mari mais entreprit un pèlerinage à Cantorbéry, accompagnée de sa belle-sœur Éléonore de Provence. Elle tomba malade en cours de route et mourut près de Londres le 4 mars 1238. Elle fut inhumée au monastère cistercien de Tarrant Crawford. Le 7 décembre 1252 le roi Henri III ordonne qu'une « effigie soit placée sur la tombe de notre sœur », mais il n'en reste aucune trace.